# Emilio Salgari

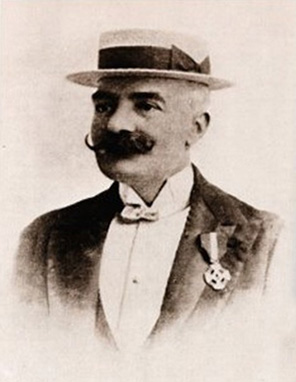
Emilio Salgari

Emilio Carlo Giuseppe Maria Salgari (* 21. August 1862 in Verona; † 25. April 1911 in Turin) war ein italienischer Schriftsteller, der Abenteuerromane und historische Romane verfasste.

## Leben
Emilio Salgari wurde in eine Familie kleiner Kaufleute geboren. Der Vater Luigi stammte aus Verona, die Mutter aus Venedig. Obwohl er in der Schule nur mittelmäßig war, träumte er davon, Kapitän für Große Fahrt zu werden und ferne Länder und exotische Völker kennenzulernen. Einen besonderen Einfluss übte dabei das Unterhaltungsblatt Giornale Illustrato dei Viaggi e delle Avventure di Terra e di Mare auf ihn aus, das ab 1878 unter anderem Geschichten populärer Abenteuerautoren wie die von Gustave Aimard und Thomas Mayne Reid (1818–1883) veröffentlichte. Angeregt durch diese Lektüre, zog er zu seiner Tante nach Venedig, wo er das Königliche Institut für Technik und Seefahrt (Istituto Tecnico e Nautico „P. Sarpi“) besuchte und dort sein Studium mit mäßigem Erfolg beendete. Lediglich im Fach ‚Italienisch‘ erbrachte er hervorragende Leistungen. Als er beim Examen durchfiel, verzichtete er auf eine Wiederholung der Prüfung. Um seinen Traum dennoch zu verwirklichen, heuerte er als Schiffsjunge auf dem Trabaccolo Italia Una an, auf dem er die Adria bis Brindisi kennenlernte.

### Ein Schriftstellerdasein
Nach diesem kurzen Abenteuer kehrte er 1883 zu seiner Familie nach Verona zurück und begann mit dem Schreiben. 1883 schickte er eine erste Erzählung, I selvaggi della Papuasia (Die Wilden des Papualandes), über die Abenteuer eines Schiffbrüchigen in Neuguinea an die kurz zuvor gegründete Zeitschrift für Reise- und Abenteuerliteratur La Valigia, wo sie angenommen und in vier Fortsetzungen veröffentlicht wurde. Die Erzählung hatte Erfolg und verhalf ihm zu erstem Ruhm und weiteren Aufträgen. So bot ihm die Zeitschrift Nuova Arena an, seine weiteren Erzählungen künftig bei ihr zu veröffentlichen. Dadurch erlangte das Blatt eine solche Popularität, dass das ältere Konkurrenzblatt Arena Salgari abwarb und fest als Redakteur einstellte.
1890 lernte er die Laienschauspielerin Ida Peruzzi kennen, die er am 20. Januar 1892 heiratete. Im darauffolgenden Jahr wurde seine Tochter Fathima geboren, benannt nach der Heldin eines seiner Romane. In den Folgejahren änderte er des Öfteren seinen Wohnort. Um seinem jeweiligen Verleger nahe zu sein, wechselte er zwischen Turin, Genua und weiteren Städten hin und her. 1893 ließ er sich in Turin nieder. Unterdessen hatte seine Frau zwei weitere Kinder zur Welt gebracht, die ebenfalls nach Figuren aus seinen Werken benannt wurden (Nadir und Romero).
Von 1893 bis 1897 war Salgari Mitarbeiter verschiedener Jugendzeitschriften, so der Il Giovedì, Silvio Pellico, Il Novelliere illustrato und L'Innocenza. In diesen Jahren entstanden auch die bekannten Rahmen des Dschungelzyklus – I misteri della Jungla Nera (1895) und I pirati della malesia (1896) – beim Verlag Donath in Genua, mit dem er später einen Vierjahresvertrag schloss.
1898 zog die Familie Salgari nach Genua, es erschienen die Romane Le stragi delle Filippine und wenig später der wohl bekannteste italienische Abenteuerroman überhaupt, Il corsaro nero. In Genua lernte Salgari auch die beiden Illustratoren seiner Werke, Giuseppe Gamba und Luigi Motta (1881–1955), kennen. 1900 zog Salgari wieder nach Turin, sein viertes Kind Omar, der später ebenfalls Abenteuerromane im Stil seines Vaters verfasste,  wurde geboren. 1906 löste er seinen Vertrag mit dem Verlag Donath gegen Zahlung einer Strafe von sechstausend Lire und schloss einen einträglicheren mit Bemporad in Florenz ab. Ab 1906 begann Salgari mit dem Roman Sulle frontiere del Far West einen weiteren Zyklus, der diesmal im Wilden Westen spielt.

### Letzte Lebensjahre
Seine Frau zeigte danach immer deutlichere Anzeichen von Geisteskrankheit. Es fiel Salgari immer schwerer, sich auf seine Arbeit zu konzentrieren, sodass er gegen 1909 einen Selbstmordversuch unternahm. Er stürzte sich in seinen Degen, doch die Klinge glitt ab und verletzte ihn nur leicht.
Wieder genesen, machte er sich erneut an die Arbeit, die ihm aber immer schwerer fiel. Er drohte zu erblinden und vermochte seine eigene, ausgesprochen kleine Schrift kaum noch zu lesen. 1911 wurde seine Frau aufgrund ihrer fortschreitenden Geisteskrankheit in eine Anstalt eingewiesen. Diesen Schicksalsschlag verkraftete Salgari nicht. Am 25. April 1911 verfasste er drei Abschiedsbriefe: einen an seine Kinder, einen an seinen Verleger und den dritten an den Direktor der Giornali Torinesi, bevor er sich zu einem Spaziergang anzog und ausging. Mit seinem mitgenommenen Rasiermesser tötete er sich nach Art des japanischen Seppuku (Harakiri).
Weitere Werke wie La rivincita di Yanez oder Le straordinarie avventure di Testa di Pietra erschienen postum.

## Leistungen
Schnell erlangte Salgari auch außerhalb Italiens große Popularität. In Deutschland erschienen viele seiner Werke in prachtvoller Ausführung und waren sehr erfolgreich. Aufgrund dieser Popularität bezeichnete man ihn schon bald als einen italienischen Karl May und warb mit diesem Etikett für seine Werke.
Zu seinen bekanntesten Werken zählen die Romanzyklen um Sandokan, den „Tiger von Malaysia“ (elf Bände), und den Schwarzen Korsaren (fünf Bände), die auch mehrfach verfilmt wurden und heute noch erfolgreich neu aufgelegt werden.

## Werke
- La Favorita del Mahdi – Die Favoritin des Mahdi, 1887
- Duemila leghe sotto l’America – 20000 Meilen unter dem amerikanischen Kontinent, 1888
- La scimitarra di Budda – Das Schwert des Buddha, 1892
- I pescatori di balene – Der Walfänger, 1894
- Il tesoro del presidente del Paraguay – Der Schatz des Präsidenten von Paraguay, 1894
- Il Continente Misterioso – Der geheimnisvolle Kontinent, 1894
- Le novelle marinaresche di Mastro Catrame – Die Seeabenteuer des Mastro Castrame, 1894
- I misteri della jungla nera – Die Geheimnisse des schwarzen Dschungels (Sandokan 1), 1895
- Il Re della Montagna – Der Bergkönig, 1895
- I naufraghi del Poplador – Die Schiffbrüchigen der Poplador, 1895
- Un dramma nell’Oceano Pacifico – Ein Drama im pazifischen Ozean, 1895
- Valor di fanciulla von Ferdinand Calmettes (Übersetzung aus dem Französischen), 1895
- Spade al vento von Enrico de Brisay (Übersetzung aus dem Französischen), 1895
- Nel Paese dei Ghiacci – Im Lande des ewigen Eises, 1896
- I drammi della schiavitù – Das Drama der Sklaverei, 1896
- Il Re della Prateria – Der König der Prärie, 1896
- Attraverso ll’Atlantico in pallone – Im Ballon über den Atlantik, 1896
- Al Polo Australe in velocipede – Mit dem Fahrrad zum Südpol, 1896
- I Pirati della Malesia – Die Piraten von Malaysia (Sandokan 2), 1896
- I naufragatori dell’Oregon – Die Schiffbrüchigen der Oregon, 1896
- I Robinson Italiani – Die italienischen Robinsons, 1896
- I Pescatori di Trepang – Die Trepang-Fischer, 1896
- Il Capitano della Djumna – Der Kapitän der Djumna, 1897
- La Rosa del Dong-Giang – Die Rose vom Dong-Giang, 1897
- Le Stragi delle Filippine – Das Massaker auf den Philippinen, 1897
- La Città dell’Oro – Die Stadt des Goldes, 1898
- La Costa d’Avorio – Die Elfenbeinküste, 1898
- Al Polo Nord – Zum Nordpol, 1898
- Il Corsaro Nero – Der Schwarze Korsar (Korsar 1), 1898
- La Capitana dello Yucatan – Die Kapitänin der Yucatan, 1899
- I Naviganti della Meloria – Die Seefahrer der Meloria, 1899
- Avventure straordinarie d’un Marinario in Africa, 1899
- Le Caverne dei Diamanti – Die Diamantenhöhlen, 1899  (Bearbeitung von H. Rider Haggards „König Salomons Diamantenmine“)
- Il Figlio del Cacciatore d’Orsi – Der Sohn des Bärenjägers (Raubübersetzung des gleichnamigen Romans von Karl May, veröffentlicht unter dem Pseudonym A. Permini), 1899
- Gli Orrori della Siberia – Der Schrecken von Sibirien, 1900
- I Minatori dell’Alaska – Die Goldgräber in Alaska, 1900
- Le Tigri di Mompracem – Die Tiger von Mompracem (Sandokan 3), 1900 (Emilio Salgaris berühmtester Roman und das meistverkaufte italienische Buch aller Zeiten)
- Avventure fra le Pelli-Rosse, 1900
- Gli Scorridori del mare, 1900
- La Stella Polare e il suo viaggio avventuroso – Im Unterseeboot zum Nordpol, 1901
- La Regina dei Carabi – Die Königin der Kariben (Korsar 2), 1901
- Il Fiore delle Perle – Die Blume der Perlen, 1901
- Le stragi della China – Unter chinesischen Rebellen, 1901
- La Montagna d’Oro – Das Goldgebirge, 1901
- La Montagna di Luce – Der Lichtberg, 1902 (unter dem Titel „Diamantenjagd“ im Verlag Neues Leben, 1991)
- La Giraffa Bianca – Die weiße Giraffe, 1902
- I Predoni del Sahara – Die Räuber der Sahara, 1903
- Le Pantere d’Algeri – Der Panther von Algerien, 1903
- Sul mare delle perle – Auf dem Perlenmeer, 1903
- I figli dell’aria – Die Kinder der Luft, 1904
- L’Uomo di Fuoco – Der Mann des Feuers, 1904
- I solitari dell'oceano – Die Einsamen des Ozeans, 1904
- La città del Re Lebbroso – Die Stadt des aussätzigen Königs, 1904
- Le due Tigri – Die beiden Tiger (Sandokan 4), 1904
- L’Eroina di Port-Arthur – Die Heldin von Port Arthur, 1904
- La Gemma del Fiume Rosso – Das Juwel des Roten Flusses, 1904
- La sovrana del Campo d’Oro – Herrin der Goldfelder, 1905
- Jolanda la figlia del Corsaro Nero – Jolanda, die Tochter des Schwarzen Korsaren (Korsar 3), 1905
- La Perla Sanguinosa – Die blutrote Perle, 1905
- Capitan Tempesta – Hauptmann Tempesta (Löwe von Damaskus 1), 1905
- Le figlie dei Faraoni – Pharaonentöchter, 1906
- Il Re del Mare – Der König des Meeres (Sandokan 5), 1906
- La Stella dell’Araucania – Der Stern der Araukanier, 1906
- Alla conquista di un impero – Die Eroberung eines Reiches (Sandokan 6), 1907
- Il tesoro della Montagna – Der Schatz der blauen Berge, 1907
- Il Re dell’Aria – Die Königin der Luft, 1907
- Le meraviglie del Duemila – Die Wunder der Zweitausend, 1907
- Le Aquile della steppa – Die Adler der Steppe, 1907
- Sandokan alla riscossa – Sandokan im Aufbruch (Sandokan 7), 1907
- Sull’Atlante – Über dem Atlantik, 1908
- Cartagine in fiamme – Karthago in Flammen, 1908
- Il figlio del Corsaro Rosso – Der Sohn des Roten Korsaren (Korsar 4), 1908
- La riconquista del Mompracem – Die Wiedereroberung von Mompracem (Sandokan 8), 1908
- Gli ultimi filibustieri – Die letzten Freibeuter (Korsar 5), 1908
- Sulle frontiere del Far West – Über die Grenze des Fernen Westens (Wild-West-Zyklus 1), 1908
- La Scotennatrice – Die Skalpjägerin (Wild-West-Zyklus 2), 1909
- Una sfida al Polo – Eine Herausforderung am Pol, 1909
- La Bohème Italiana – Die italienische Bohème, 1909
- I Corsari delle bermuda – Die Korsaren der Bermuda-Inseln (Bermudas 1), 1909
- Le Selve Ardenti – Die brennenden Wälder (Wild-West-Zyklus 3), 1910
- Il Leone di Damasco – Der Löwe von Damaskus (Löwe von Damaskus 2), 1910
- La crociera della Tuonante – Die Kreuzfahrten des Skorpion (Bermudas 2), 1910
- Il bramino dell’Assam – Der Bramane von Assam (Sandokan 9), 1911
- I briganti del Riff – Die Riff-Briganten, 1911
- La caduta di un impero – Der Niedergang eines Reiches (Sandokan 10), 1911
- La rivincita di Yanez – Die Rache des Yanez (Sandokan 11), 1913
- Straordinarie avventure di Testa di Pietra – Die außerordentlichen Abenteuer des Testa di Pietra, 1913

### Verfilmungen
- 1914: Nel paese dell'oro; Regie: unbekannt, mit Alberto Collo
- 1920: Il corsaro nero; Regie: Vitale di Stefano, mit Rodolfo Badaloni
- 1920: La regina dei Caraibi; Regie: Vitale di Stefano, mit Rodolfo Badaloni
- 1920: Jolanda, la figlia del corsaro nero; Regie: Vitale di Stefano, mit Anita Faraboni
- 1921: Gli ultimi flibusteri; Regie: Vitale di Stefano, mit Riccardo Tassani
- 1921: Il figlio del corsaro nero; Regie: Vitale di Stefano, mit Rodolfo Badaloni
- 1936: Il corsaro nero; Regie: Amleto Palermi, mit Ciro Verratti
- 1940: Die Tochter des Korsaren (La figlia del corsaro verde); Regie: Enrico Guazzoni, mit Doris Duranti, Fosco Giachetti
- 1941: I Pirati della Malesia; Regie: Enrico Guazzoni, mit Massimo Girotti, Clara Calamai
- 1941: Le due tigri; Regie: Giorgio Simonelli, mit Massimo Girotti, Luigi Pavese
- 1942: El león de Damasco; mit Carmen Navasqués, Luis Hurtado
- 1942: I cavalieri del deserto; Regie: Gino Talamo und Osvaldo Valenti, mit Primo Carnera, Guido Celano, Luigi Pavese
- 1942: Capitán Tormenta; Regie: Corrado D’Errico, mit Carmen Navasqués, Luis Hurtado, Doris Duranti
- 1943: Il figlio del corsaro rosso; Regie: Marco Elter, mit Vittorio Sanipoli, Luisa Ferida
- 1943: Gli ultimi flibustieri; Regie: Marco Elter, mit Vittorio Sanipoli, Loredana
- 1944: Der schwarze Korsar (El corsario negro); Regie: Chano Urueta, mit Pedro Armendáriz, María Luisa Zea
- 1952: I tre corsari; Regie: Mario Soldati, mit Ettore Manni, Marc Lawrence
- 1952: Lucrezia, die rote Korsarin (Jolanda la figlia del corsaro nero); Regie: Mario Soldati, mit May Britt, Marc Lawrence
- 1953: Die Tempelwürger von Bangkok (I misteri della giungla nera); Regie von Gian Paolo Callegari und Ralph Murphy, mit Lex Barker, Fiorella Mari
- 1953: Die schwarzen Teufel von Ramangai (La vendetta dei Thugs); Regie: Gian Paolo Callegari, mit Lex Barker, Paul Muller
- 1953: Der Tempelschatz von Bengalen (Il tesoro del Bengala)
- 1958: Die Vergeltung des roten Korsaren (Il figlio del corsaro rosso); Regie: Primo Zeglio, mit Lex Barker, Sylvia Lopez
- 1960: Karthago in Flammen (Cartagine in fiamme); Regie: Carmine Gallone, mit Pierre Brasseur, Daniel Gélin, Anne Heywood
- 1960: König der Seeräuber (Morgan il pirata); Regie: André de Toth und Primo Zeglio, mit Steve Reeves, Valérie Lagrange
- 1963: Sandokan (Sandokan, la tigre di Mompracem); Regie: Umberto Lenzi, mit Steve Reeves, Geneviève Grad, Andrea Bosic
- 1963: Meute der Verdammten (I pirati della Malesia); Regie: Umberto Lenzi, mit Steve Reeves, Jacqueline Sassard, Andrea Bosic
- 1963: Im Tempel des weißen Elefanten (Sandok, il Maciste della giungla); Regie: Umberto Lenzi, mit Sean Flynn, Marie Versini
- 1964: Die Rache des Sandokan (Sandokan alla riscossa); Regie: Luigi Capuano, mit Ray Danton, Guy Madison, Franca Bettoia
- 1964: La montagna di luce; Regie: Umberto Lenzi, mit Richard Harrison, Luciana Gilli
- 1964: Sandokan und der Leopard (Sandokan contro il leopardo di Sarawak); Regie: Luigi Capuano, mit Ray Danton, Guy Madison, Franca Bettoia
- 1964: Das Geheimnis der Lederschlinge (I misteri della giungla nera); Regie: Luigi Capuano, mit Guy Madison, Ingeborg Schöner, Giacomo Rossi-Stuart
- 1965: Abenteurer von Tortuga (L’avventuriero della Tortuga); Regie: Luigi Capuano, mit Guy Madison, Ingeborg Schöner
- 1965: Il misterio dell’isola maledetta; Regie: Piero Pierotti, mit Peter Lupus, Halina Zalewska
- 1968: Sandokan, der Tiger von Malesia (I tigri di Mompracem); Regie: Mario Sequi, mit Ivan Rassimov, Claudia Gravy
- 1976: Der schwarze Korsar (Il corsaro nero); Regie: Sergio Sollima, mit Kabir Bedi, Carole André, Mel Ferrer
- 1976: Sandokan – Der Tiger von Malaysia, TV-Serie
- 1987: Das Geheimnis der Sahara (Il Segreto del Sahara) (Miniserie); Regie: Alberto Negrin, mit Michael York, Andie MacDowell
- 1990: Das Geheimnis des schwarzen Dschungels (I misteri della giungla nera) (TV); Regie: Kevin Connor, mit Stacy Keach, Virna Lisi
- 1996: Die Rückkehr des Sandokan (Il ritorno di Sandokan); Regie: Enzo Girolami, mit Kabir Bedi, Mathieu Carrière
- 1998: Der weiße Elefant (L’elefante bianco); Regie: Gianfranco Albano, mit Mathieu Carrière, Remo Girone, Axelle Grelet, Vincent Lecoeur, Jennifer Nitsch
- 1998: Il figlio di Sandokan (TV); Regie: Sergio Sollima, mit Marco Bonini, Kabir Bedi